# التفسير الإجمالي
التفسير الإجمالي منهج من مناهج تفسير القرآن الكريم؛ أي أنه أسلوب من أساليب التفسير و وسيلة من وسائله و مركبا من مراكبه، إلى جانب الأساليب الأخرى المعروفة: التفسير التحليلي و التفسير الموضوعي و التفسير المقارن. يقوم التفسير الإجمالي على التزام تسلسل النص القرآني -سائرا مع الآيات حسب ترتيبها في المصحف الشريف- والتعامل مع السورة كوحدات يتناولها المفسر ببيان معانيها إجمالا مع إبراز مقاصدها و مراميها دون أن يؤدي البيان إلى الخروج عن سياق النص القرآني مما يعني أن المفسر لا يدخل في التفاصيل الدقيقة و المباحث المتخصصة، و إنما يهتم ببيان المعنى العام باختصار.
من الآليات التي يتم توظيفها في التفسير الإجمالي والتي تمنع المفسر من الخروج عن السياق: الحفاظ على لفظ أو أكثر في العبارة التي تبين الآية أو مجموعة من الآيات بيانا إجماليا، وفي هذا الصدد يقول أحمد السيد الكومى: «إذ ينطق بعبارته التي صاغها من ألفاظه يأتى- بين الفينة والفينة- بلفظ من ألفاظ القرآن، حتى يشعر السامع أنه لم يكن بعيدا في تعبيره عن سياق القرآن، ولا مجانبا لمجموع ألفاظه، وحتى يحقق التفسير من جانب، آخر، ويكون رابطا نفسه بنظم القرآن من جانب آخر، ويكون في الموضع الذى يجانب فيه لفظ القرآن آتيا بلفظ أوضح عند السامعين، وأيسر في الفهم عند المخاطبين.».

## الترجمة المعنوية والتفسير الإجمالي
الترجمة المعنوية للقرآن إلى لغة أخرى قريبة من معنى التفسير الإجمالي لأن هذه الترجمة - على عكس الترجمة الحرفية التي تترجم الآية كلمة كلمة - تعتمد على ترجمة الآية كلها بقطع النظر عن معنى كل كلمة وترتيبها.